# Poppy Tumengkol
Poppy Tumengkol (* um 1945) ist eine ehemalige indonesische Badmintonspielerin. Sie wurde 1969 und 1972 Vizeweltmeisterin mit der indonesischen Damenmannschaft.

## Karriere
Im Endspiel um den Uber Cup 1969 traf das aufstrebende indonesische Team auf Japan, verlor jedoch mit 1:6. Poppy Tumengkol unterlag in diesem Finale im Einzel gegen Noriko Takagi glatt mit 0:11 und 0:11.
1972 erging es den Indonesierinnen nicht besser. Auch diesmal gab es eine hohe 1:6-Niederlage zu verzeichnen. Tumengkol verlor dabei ihr erstes Doppel mit Retno Koestijah gegen Etsuko Takenaka und Machiko Aizawa mit 8:15 und 9:15. Die zweite Partie verloren sie gegen Noriko Nakayama und Hiroe Yuki mit 9:15 und 11:15.
Poppy Tumengkol ist die Ehefrau des Badmintonspielers Justian Suhandinata und Schwiegertochter des Badmintonfunktionärs Suharso Suhandinata, nach dem seit 2009 die Asienmannschaftsmeisterschaften der Junioren benannt sind. Die Familie betreibt den Badmintonverein Tangkas Badminton Club, einen der führenden indonesischen Klubs. Aus dem Verein stammen Spieler wie Icuk Sugiarto, Hermawan Susanto, Ricky Subagja, Rexy Mainaky, Joko Suprianto, Lius Pongoh und Verawaty Fajrin.